# Florian Breuer (Maler)
Florian Breuer (* 20. Mai 1916 in Berlin; † 18. Dezember 1994) war ein Weltenbummler und Friedenauer Künstler. Er studierte an der Handwerkerschule und der Hochschule für bildende Künste in Berlin und Dresden von 1934 bis 1937 und von 1941 bis 1945. Als freischaffender Künstler unternahm er in den 1950er Jahren ausgedehnte Reisen in den Mittelmeerraum, nach Indien und Ostasien. Sein Werk zeigt sich von Gauguin und Picasso inspiriert und umfasst eine große Zahl von Gemälden, Aquarellen, Zeichnungen und Graphiken.

## Ausstellungen

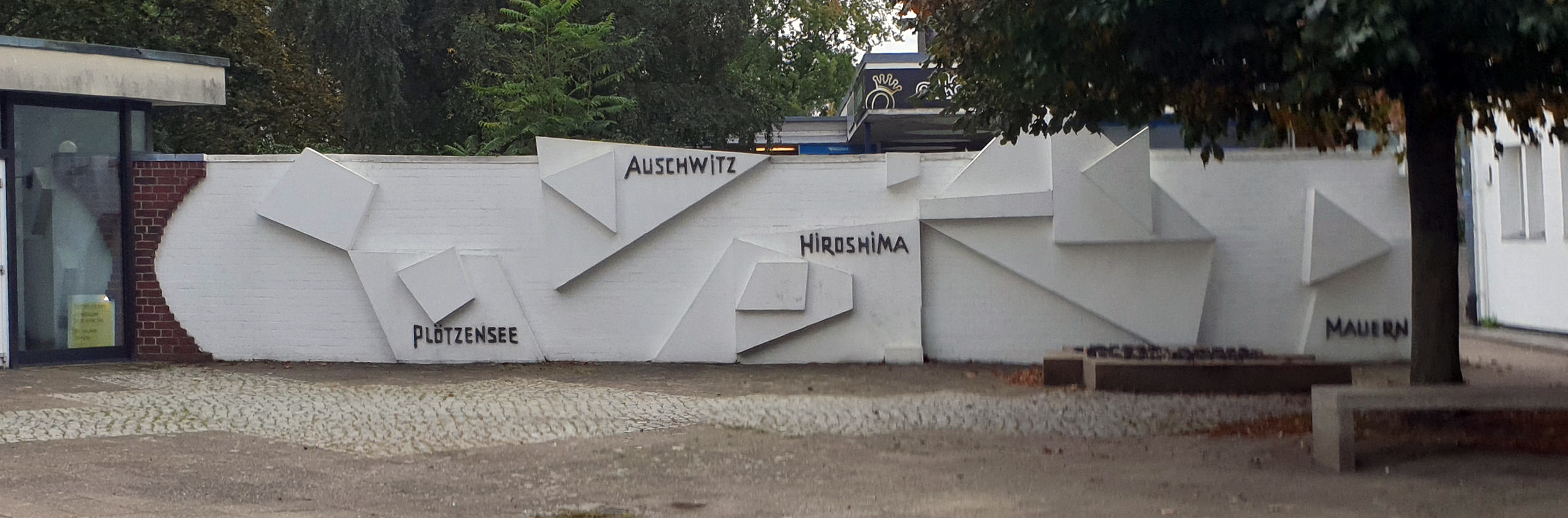
Mahnmauer in Berlin-Charlottenburg-Nord

- Berlin-Ost „Junge Generation. Werke des Nachwuchses“, 1948
- Galerie Schüler, Berlin, Januar 1955
- Galerie am Abend, Berlin, 6. November 1960 – 6. Januar 1961 Ausstellung "des peintures exigues"
- Galerie Pels–Leusden, Berlin, 1976 Retrospektive mit 123 Werken
- Kommunale Galerie Berlin, Sonderausstellung ab 23. August 2011 – 2012
- Graphothek Berlin

## Gestaltungen im öffentlichen Raum
- Farbglaswandgestaltung im Kirchenschiff für die beiden großen Fenster an der Längsseite der Evangelischen Philippus-Kirche; drei Fenster im Altarraum und das Sgraffito in der Apsis Nathanael-Kirche, Berlin-Schöneberg, 1957.
- Mahnmal zum Gedenken an Schreckensorte der menschlichen Geschichte im Vorhof der Sühne-Christi-Kirche, Berlin, 1964